# .50 Action Express
La .50 Action Express (chiamata anche "AE" o 12,7 x 33 mm) è una cartuccia per pistola, creata nel 1988 da Evan Whildin. La .50 AE è una delle cartucce per pistola più potenti in circolazione.

## Storia
La IMI Desert Eagle fu la prima pistola camerata in .50 AE. La cartuccia ha un fondello ridotto (rebated rim) dello stesso diametro del .44 Magnum, che permette alla pistola di essere convertita con un semplice cambio della canna e del caricatore.
L'introduzione della cartuccia negli Stati uniti ebbe un inizio difficoltoso, poiché le leggi per armi non sportive non permettevano proiettili di diametro superiore ai 0.500 pollici. La cartuccia originale aveva un diametro di 0.500" con rigatura convenzionale, che fu poi cambiata in rigatura poligonale con l'introduzione della Desert Eagle. Questo risolse il problema della legge sul calibro, ma portò la pistola ad essere considerata un "Destructive Device" secondo il regolamento del ATF. Il diametro nominale fu ridotto da 0.510" agli attuali 0.500", in più il bossolo venne reso leggermente conico.
Il rinculo di un .50 AE sparato da una Desert Eagle è elevato e leggermente più potente di un .44 Magnum, come se il peso e il meccanismo automatico dell'arma riuscissero ad ammorbidirlo.
Altre pistole camerate in .50 AE sono l'AMT AutoMag V, il LAR Grizzly Win Mag, la Magnum Research BFR e la Freedoms Arms Model 555.

## Utilizzo
Come molte altre potenti cartucce, gli usi principali sono la caccia grossa ed il tiro a bersagli metallici. Così come il .44 Magnum, il .454 Casull, il .460 S&W Magnum ed il 500 S&W Magnum, è molto utile nella difesa personale contro grossi animali come gli orsi.